# Toti Pasman
Juan Carlos Toti Pasman
(Buenos Aires, 28 de marzo de 1973) es un periodista deportivo y abogado argentino. En su carrera, trabajó con reconocidos periodistas como Fernando Niembro, Enrique Macaya Márquez, Marcelo Araujo, Juan Fazzini y Gonzalo Bonadeo. También dicta clases en el Instituto Superior de Periodismo Deportivo, junto con otros colegas entre los que se destaca Walter Nelson.

## Biografía
Estudió Periodismo Deportivo en la Escuela Superior de Ciencias Deportivas, de Marcelo Araujo y Fernando Niembro.

## Trayectoria
Trabaja en Radio La Red, desde 1996, y en América TV, desde 1999. También se desempeñó en Torneos y Competencias participando de prestigiosos programas como Fútbol de primera y El equipo de primera.
Realizó las coberturas de los Mundiales de Francia 1998, Alemania 2006 y Sudáfrica 2010. Participó en el programa RSM durante el 2006 y 2007. Actualmente es columnista del Diario Uno, de Mendoza, y trabaja con Gustavo Sylvestre y Luis Majul en La cornisa.

### Controversia con Maradona: frase célebre
El 14 de octubre de 2009, luego de que la Argentina le ganase a Uruguay 1 a 0 y se clasificase para la Copa del Mundo, el director técnico de la Argentina Diego Maradona realizó una conferencia de prensa donde dijo: 
«A los que no creían o no creyeron, con perdón de las damas, que la chupen, que la sigan chupando. Yo soy blanco o negro, gris no voy a ser en mi vida», expresó Maradona. Y después le dedicó unas sentidas palabras a Pasman: «Vos también la tenés adentro», le dijo al cronista de América TV, y todo por hacer «críticas con mala leche». Maradona fue suspendido por dos meses para dirigir a la selección argentina de fútbol por sus dichos luego de aquel partido que le dio la clasificación para la Copa Mundial de Fútbol de Sudáfrica 2010.
Luego de esto, Pasman se dedicó a escribir un libro llamado La tenés adentro. El libro fue comenzado en el mes de enero y fue finalizado luego de la eliminación de Argentina a manos de Alemania en el Mundial de Sudáfrica 2010. El libro salió a la venta el 10 de agosto de 2010 y repasa el trabajo de Diego Maradona en la conducción técnica de la selección argentina.
En los años 2011 y 2012, formó parte del personal del programa Desayuno americano (América TV), donde fue común escucharlo opinar de chimentos del espectáculo.
Entre 2014 y 2015, fue panelista en el programa Zapping (América TV), conducido por Viviana Canosa.
Hasta septiembre de 2017, condujo de lunes a viernes de 7 a 10 el programa WakeUp, por FM Delta 90.3, junto con Nico Esquivel y Sole Solaro.
Actualmente conduce el programa Funcking sábado, con Lelu Mendy y equipo, todos los sábados de 8 a 10:30 por FM Delta 90.3 y también fue panelista en el programa Pasión por el fútbol (El Trece), bajo la conducción de Sebastián Vignolo.
En 2021 conduce la nueva temporada de El show del fútbol, con el equipo periodístico de Radio La Red, y también conduce un programa deportivo De fútbol se habla así, por DirecTV Sports.

## Premios
| Año  | Premio                               | Categoría                    | Por                                                       | Canal | Rol        | Ref.              | Resultado |
| ---- | ------------------------------------ | ---------------------------- | --------------------------------------------------------- | ----- | ---------- | ----------------- | --------- |
| 2011 | Martín Fierro de Cable 2011 por 2010 | Labor periodística deportiva | El diario de la tarde, segunda edición, noticiero central | A24   | Columnista | [ 6 ] [ 7 ] [ 8 ] | Ganador   |